# Ségou (krets)
Segou är en krets i Mali.   Den ligger i regionen Ségou, i den sydvästra delen av landet, 230 km nordost om huvudstaden Bamako.